# 24260 Kriváň
24260 Kriváň è un asteroide della fascia principale. Scoperto nel 1999, presenta un'orbita caratterizzata da un semiasse maggiore pari a 2,5961870 UA e da un'eccentricità di 0,1306586, inclinata di 14,27863° rispetto all'eclittica.